# Salwador na Letnich Igrzyskach Olimpijskich 2012
Salwador na Letnich Igrzyskach Olimpijskich 2012, które odbyły się w Londynie reprezentowało 10 zawodników. Nie zdobyli oni żadnego medalu.
Był to dziesiąty start reprezentacji Salwadoru na letnich igrzyskach olimpijskich.

## Reprezentanci

### Judo
Mężczyźni
| Zawodnik        | Konkurencja | 1/32                  | 1/16             | 1/8              | Ćwierćfinał      | Półfinał         | Repasaż 1        | Repasaż 2        | Finał            | Finał   |    |
| Zawodnik        | Konkurencja | Przeciwnik Wynik      | Przeciwnik Wynik | Przeciwnik Wynik | Przeciwnik Wynik | Przeciwnik Wynik | Przeciwnik Wynik | Przeciwnik Wynik | Przeciwnik Wynik | Pozycja |    |
| --------------- | ----------- | --------------------- | ---------------- | ---------------- | ---------------- | ---------------- | ---------------- | ---------------- | ---------------- | ------- | -- |
| Carlos Figueroa | do 66 kg    | Mehmedovic P0000-0010 | NQ               | NQ               | NQ               | NQ               | NQ               | NQ               | NQ               | NQ      | NQ |

### Kolarstwo

#### Kolarstwo szosowe
Kobiety
| Zawodniczka   | Konkurencja                | Czas    | Miejsce |
| ------------- | -------------------------- | ------- | ------- |
| Evelyn García | Wyścig ze startu wspólnego | 3:35:56 | 26.     |

### Lekkoatletyka
Mężczyźni
| Zawodnik                | Konkurencja   | Eliminacje | Eliminacje | Półfinał | Półfinał | Finał   | Finał   |
| Zawodnik                | Konkurencja   | Wynik      | Miejsce    | Wynik    | Miejsce  | Wynik   | Miejsce |
| ----------------------- | ------------- | ---------- | ---------- | -------- | -------- | ------- | ------- |
| Emerson Esnal Hernández | chód na 50 km | —          | —          | —        | —        | 3:53:57 | 27.     |

Kobiety
| Zawodniczka       | Konkurencja | Eliminacje | Eliminacje | Półfinał | Półfinał | Finał | Finał   |
| Zawodniczka       | Konkurencja | Wynik      | Miejsce    | Wynik    | Miejsce  | Wynik | Miejsce |
| ----------------- | ----------- | ---------- | ---------- | -------- | -------- | ----- | ------- |
| Nataly Landaverde | 1500m       | 4:18.26    | 15.        | —        | —        | NQ    | NQ      |

### Pływanie
Mężczyźni
| Zawodnik      | Konkurencja   | Eliminacje | Eliminacje | Półfinał | Półfinał | Finał | Finał   |
| Zawodnik      | Konkurencja   | Czas       | Miejsce    | Czas     | Miejsce  | Czas  | Miejsce |
| ------------- | ------------- | ---------- | ---------- | -------- | -------- | ----- | ------- |
| Rafael Alfaro | 400m zmiennym | 4:35.80    | 35.        | —        | —        | NQ    | NQ      |

Kobiety
| Zawodniczka    | Konkurencja   | Eliminacje | Eliminacje | Półfinał | Półfinał | Finał | Finał   |
| Zawodniczka    | Konkurencja   | Czas       | Miejsce    | Czas     | Miejsce  | Czas  | Miejsce |
| -------------- | ------------- | ---------- | ---------- | -------- | -------- | ----- | ------- |
| Pamela Benítez | 800m dowolnym | 9:02.66    | 33.        | —        | —        | NQ    | NQ      |

### Podnoszenie ciężarów
Mężczyźni
| Zawodnik        | Konkurencja | Rwanie | Rwanie  | Podrzut | Podrzut | Razem | Pozycja |
| Zawodnik        | Konkurencja | Wynik  | Pozycja | Wynik   | Pozycja | Razem | Pozycja |
| --------------- | ----------- | ------ | ------- | ------- | ------- | ----- | ------- |
| Julio Salamanca | do 62 kg    | 110    | 12.     | 150     | 11.     | 260   | 11.     |

### Strzelectwo
Kobiety
| Zawodniczka   | Konkurencja                             | Kwalifikacje | Kwalifikacje | Finał  | Finał   |
| Zawodniczka   | Konkurencja                             | Punkty       | Miejsce      | Punkty | Miejsce |
| ------------- | --------------------------------------- | ------------ | ------------ | ------ | ------- |
| Melissa Mikec | karabin małokalibrowy trzy postawy 50 m | 560          | 45.          | NQ     | NQ      |
| Melissa Mikec | karabin pneumatyczny 10 m               | 392          | 39.          | NQ     | NQ      |

### Wioślarstwo
Mężczyźni
| Zawodnik      | Konkurencja | Eliminacje | Eliminacje | Repasaże | Repasaże  | Ćwierćfinał | Ćwierćfinał | Półfinał | Półfinał | Finał   | Finał   |
| Zawodnik      | Konkurencja | Czas       | Miejsce    | Czas     | Miejsce   | Czas        | Miejsce     | Czas     | Miejsce  | Czas    | Miejsce |
| ------------- | ----------- | ---------- | ---------- | -------- | --------- | ----------- | ----------- | -------- | -------- | ------- | ------- |
| Roberto López | jedynka     | 7:23.75    | 4. (R)     | 7:27.75  | 5. (P EF) | BYE         | BYE         | 7:57.89  | 3. (F E) | 7:41.32 | 29.     |

Kobiety
| Zawodniczka          | Konkurencja | Eliminacje | Eliminacje | Repasaże | Repasaże | Ćwierćfinał | Ćwierćfinał | Półfinał | Półfinał | Finał   | Finał   |
| Zawodniczka          | Konkurencja | Czas       | Miejsce    | Czas     | Miejsce  | Czas        | Miejsce     | Czas     | Miejsce  | Czas    | Miejsce |
| -------------------- | ----------- | ---------- | ---------- | -------- | -------- | ----------- | ----------- | -------- | -------- | ------- | ------- |
| Camila Vargas Palomo | jedynka     | 8:01.60    | 5. (R)     | 7:53.38  | 1. (QF)  | 8:07.67     | 6. (P CD)   | 7:57.22  | 3. (F C) | 8:19.75 | 16.     |